# 蟠渓駅

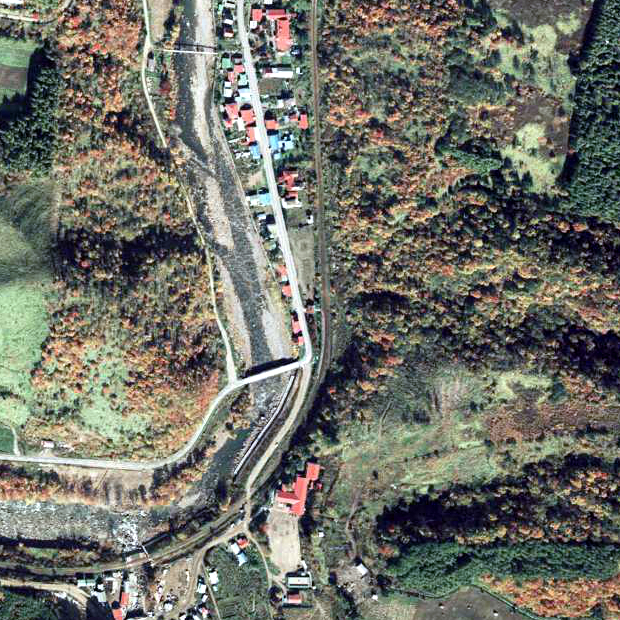
1976年の蟠渓駅と周囲約500m範囲。左下が伊達紋別方面。写真中央に駅舎、駅舎前から伊達紋別方向にゆるやかにカーブする単式ホームが白く見え、駅裏側にも側線の姿が崖の陰に隠れた形で少し見える。

蟠渓駅（ばんけいえき）は、かつて北海道（胆振支庁）有珠郡壮瞥町字蟠渓に設置されていた、日本国有鉄道（国鉄）胆振線の駅（廃駅）である。電報略号はハケ。事務管理コードは▲131904。
1980年（昭和55年）9月まで運行されていた、急行「いぶり」の停車駅であった。

## 歴史
- 1940年（昭和15年）12月15日 - 胆振縦貫鉄道伊達紋別駅 - 徳舜瞥駅（後の新大滝駅）間の開通に伴い、開業。一般駅[1]。
- 1944年（昭和19年）7月1日 - 胆振縦貫鉄道が戦時買収により国有化[1]。路線名が胆振線に改称され、それに伴い同線の駅となる。
- 1971年（昭和46年）10月1日 - 貨物・荷物の取り扱いを廃止[1][4]。無人駅となる[5]（簡易委託化[6]）。
- 1986年（昭和61年）11月1日 - 胆振線の全線廃止に伴い、廃駅となる[2]。

### 駅名の由来
当駅が所在した地名より。

## 駅構造
廃止時点で、単式ホーム1面1線を有する地上駅であった。ホームは、線路の西側（倶知安方面に向かって左手側）に存在した。かつては相対式ホーム2面2線を有する、列車交換可能な交換駅であった。使われなくなった駅舎の反対側の1線は、交換設備運用廃止後も伊達紋別方の転轍機と一部の線路が撤去された状態で側線として残っていた。但し、1983年（昭和58年）時点ではホームは撤去されていた。
無人駅（簡易委託駅）となっており、有人駅時代の駅舎は一部改修され、正面の事務室部分の窓は塞がれていた。駅舎は構内の北西側に位置し、高台のホームとは階段付きの通路で連絡した。構内が緩くカーブしており、ホームもカーブしていた。

## 利用状況
- 1981年度（昭和56年度）の1日当たりの乗降客数は20人[7]。

## 駅周辺
- 北海道道723号洞爺湖大滝線[9] - 現・国道453号（有珠国道）。
- 蟠渓温泉 - 駅から西に約1km[7]。
- 蟠渓ふれあいセンター
- 長流川[9]
- 道南バス「蟠渓温泉」停留所

## 駅跡
1997年（平成9年）時点ではホームと線路跡が残存しており、駅があった頃の雰囲気が残っていた。2010年（平成22年）時点でも同様で、構内に上る階段も残存していた。2011年（平成23年）時点でも同様で、伊達紋別方の築堤やホーム上の備品も残存している。バス停留所も設置されている。
また、1997年（平成9年）時点では駅跡より伊達紋別方に行った所にある白水川に、ガーダー橋が残存していた。2010年（平成22年）時点、2011年（平成23年）時点でも同様であった。橋傍の温泉旅館の露天風呂から良く見えるとのことである。
2022年(令和4年)前を通る、国道453号線改良工事(蟠渓集落区間)により、ホームの南半分が取り壊され、北半分のみが残る。
2023年(令和5年)国道453号線改良工事(蟠渓-上久保内間)により、残るホーム北側半分も取り壊され、道路工事中である。駅の跡地自体は、直接道路にかからないが、作業用地として使われている。この道路の完成予定は、2025年度末。

## 隣の駅
日本国有鉄道
胆振線
久保内駅 - 蟠渓駅 - 北湯沢駅